# Comet Geyser
Comet Geyser est un geyser de type « cône » situé dans le Upper Geyser Basin dans le parc national de Yellowstone aux États-Unis.
Il fait partie du groupe Daisy (Daisy Group) qui inclut Daisy Geyser, Splendid Geyser et Brilliant Pool. Contrairement aux autres geysers de ce groupe, Comet entre en éruption de manière quasiment continue. Toutes les quelques minutes, il jaillit à une hauteur de 1,8 m. Ces éruptions constantes ont fait de lui le geyser, parmi les geysers du groupe Daisy, ayant le plus grand frittage du cône.
Il pourrait être connecté avec Daisy Geyser et Splendid Geyser, quoiqu'à un degré moindre que Brilliant Pool. Après une éruption de Splendid et parfois après Daisy, l'action de Comet ralentit mais revient rapidement à la normale.
Il a été nommé par Arnold Hague en 1904.